# IC 2670
IC 2670 — галактика типу S (спіральна галактика) у сузір'ї Лев.
Цей об'єкт міститься в оригінальній редакції індексного каталогу.